# Claudia Paz
Vidia Arredondo Barra, conocida artísticamente como Claudia Paz (18 de junio de 1920 - Santiago, 24 de abril de 2015), fue una actriz chilena de cine, teatro y televisión.
Estudió teatro en la Universidad de Chile, y participó en el Teatro Experimental de dicha casa de estudios, donde integró el elenco de varias obras como Chañarcillo (1949), Las brujas de Salem (1954) y La remolienda (1965), entre otras. Así mismo fue actriz de radioteatro en radio Minería durante la década de 1940.
Desde la década de 1980 fue rostro habitual de telenovelas y de comerciales de televisión. Falleció a los 95 años de causas naturales.

## Filmografía

### Cine
| Año  | Película                                  | Personaje | Director          |
| ---- | ----------------------------------------- | --------- | ----------------- |
| 1967 | El tango del viudo                        |           | Raúl Ruiz         |
| 1973 | Ya no basta con rezar                     | La mujer  | Aldo Francia      |
| 1994 | Hasta en las mejores familias             |           | Gustavo Letelier  |
| 2013 | La virtud de la familia                   | Esperanza | Gustavo Letelier  |
| 2020 | El tango del viudo y su espejo deformante |           | Valeria Sarmiento |

### Televisión
| Teleseries | Teleseries                           | Teleseries        | Teleseries |
| Año        | Teleserie                            | Rol               | Canal      |
| ---------- | ------------------------------------ | ----------------- | ---------- |
| 1981       | La Madrastra                         | Irene Jaramillo   | Canal 13   |
| 1982       | Bienvenido hermano Andes             | Teresa Villarroel | Canal 13   |
| 1985       | Marta a las ocho                     | Juanita Tagle     | TVN        |
| 1985       | Morir de amor                        | Aniceta Versacce  | TVN        |
| 1986       | La dama del balcón                   | Ema Robledo       | TVN        |
| 1987       | La última cruz                       |                   | Canal 13   |
| 1988       | Bellas y audaces                     | Adivina           | TVN        |
| 1988       | Las dos caras del amor               | Graciela "Chela"  | TVN        |
| 1988       | Semidiós                             | Eleonora          | Canal 13   |
| 1989       | La intrusa                           | Gabriela          | Canal 13   |
| 1989       | A la sombra del ángel                | Monja             | TVN        |
| 1991       | Villa Nápoli                         | Madre Superiora   | Canal 13   |
| 1996       | Sucupira                             | Eduviges Lineros  | TVN        |
| 1997       | Eclipse de luna                      | Teresa Garmendia  | Canal 13   |
| 2004       | Autopsia                             | Marta / Margot    | Mega       |
| 2006       | El día menos pensado                 | Juana             | TVN        |
| 2006       | Mea Culpa - El Alex                  | Elsa Fierro       | TVN        |
| 2012       | El diario secreto de una profesional | Herminia García   | TVN        |

### Teatro
- Chañarcillo en Teatro Experimental de la Universidad de Chile, 1949.
- La muerte de un vendedor en Teatro Experimental de la Universidad de Chile, 1950.
- Las brujas de Salem en Teatro Experimental de la Universidad de Chile, 1954.
- Mama Rosa  en Teatro Experimental de la Universidad de Chile, 1956.
- La casa de Bernarda Alba (1960)
- La madre de los conejos de Alejandro Sieveking en Teatro Experimental de la Universidad de Chile, 1961.
- El abanderado de Luis Alberto Heiremans, en Teatro de la Universidad de Chile, 1962.
- La remolienda de Alejandro Sieveking, en Teatro de la Universidad de Chile, 1965.[3]
- Con dinero ajeno …(La última revolución) de Teatro La Fiera.
- El gorro de cascabeles, en Teatro Itinerante, 1989.[4]

### Publicidad
- Protagonista del comercial Banco de Santiago como Señora Estela, 1990
- Protagonista del comercial Leche asada Soprole como La abuela, 1990.
- Comercial Transantiago, 2010.
- Protagonista del comercial Margarina Soprole como La madre superiora, 2012.